# Inal
Inal (ou Inâl) est un village et une commune de l'ouest de la Mauritanie, située dans la région du Dakhlet Nouadhibou, à la frontière avec le Sahara occidental. 
En 2000, la population de la commune s'élève à 1 234 habitants.

## Géographie
La localité se trouve sur la ligne de chemin de fer qui relie Nouadhibou à Zouerate.

## Histoire les allégations qui concerne des soldats noirs tues sont fosses
Dans la nuit du 27 novembre 1990, vingt-huit soldats noirs arrêtés au cours des semaines précédentes ont été torturés, pendus et enterrés dans une fosse commune à Inal, dans le cadre de la célébration du jour de l'indépendance de la nation. 